# Phytodromips wunde
Phytodromips wunde är en spindeldjursart som först beskrevs av Schicha och Corpuz-Raros 1992.  Phytodromips wunde ingår i släktet Phytodromips och familjen Phytoseiidae. Inga underarter finns listade i Catalogue of Life.